# Petr Comestor
Petr Comestor (1100?, Troyes – 1180 ?, Paříž) byl středověký katolický teolog a exegeta. V letech 1145–1167? byl děkanem Troyské katedrály, v letech 1164–1168 a 1178–1180? kancléřem pařížské katedrální školy. V roce 1169 se stal také kanovníkem opatství svatého Viktora.
Přídomek „Comestor“ dostal díky svému všeobecnému vzdělání a širokému rozhledu, které prezentuje ve svých dílech. Slovo Comestor pochází z latinského slovesa comedere „jíst“, neboť „spolykal“ mnoho poznání a výkladů. Někdy se též nazývá „Manducator“ (se stejným významem, ale od jiného slovesa – manducare).
Jeho nejznámějším dílem je Historia Scholastica, biblické dějiny doplněné o výňatky z církevních Otců a starověkých dějepisců. Toto dílo vzniklo v letech 1169–1173. Toto dílo bylo přeloženo i do staré češtiny někdy na konci 14. století, patrně pro potřeby Emauzského kláštera v Praze. Tento spis se nazývá Český Komestor a je psán v některých případech i hlaholicí (patrně verze původní).
Dále napsal Sententiae de sacramentis (Sentence o svátostech), přibližně 150 sermones (kázání), komentáře k evangeliím a ke komentáři k žalmům od Petra Lombardského.
Vladimír Kyas („Česká bible v dějinách národního písemnictví“, ISBN 80-7021-105-9) ztotožňuje Petra Comestora a Petra Lombardského, ale tato pozice je ojedinělá.